# Miltideaceae
Miltideaceae Hafellner, 1984 es una familia de líquenes crustáceos perteneciente al orden Lecanorales y con un único género conocido, Miltidea Stirt.(1898). Su posición taxonómica dentro del grupo todavía no ha podido ser establecida correctamente. El nombre procede del griego μιλτοσ (pintado de rojo) en referencia a los pigmentos presentes en su apotecio. 
Las especies pertenecientes a Miltideaceae presentan apotecios gimnocárpicos, sésiles con los márgenes del talo poco aparentes y típicamente pigmentados de rojo por antraquinona. Entre las ascas productoras de esporas aparece un tejido estéril formado por parafisos ramificados engrosados en sus extremos. Las ascas son cilíndricas a ligeramente claviformes y poseen un opércculo y cámara subopercular muy bien desarrollados con un tejido adyacente muy delgado. Cada asca produce 8 ascosporas hialinas, aseptadas embuídas en una vaina de consistencia gelatinosa.